# Jastrzębiec (Basses-Carpates)
Pour les articles homonymes, voir Jastrzębiec.
Jastrzębiec est une localité polonaise de la gmina de Kuryłówka, située dans le powiat de Leżajsk en voïvodie des Basses-Carpates.